# Sur (Omã)
Sur (em árabe: صور; romaniz.: Ṣūr‎) é uma cidade da província Sudeste e capital do vilaiete de Sur, no Omã. Segundo censo de 2010, tinha 48 634 habitantes. Compreende uma área de 50,8 quilômetros quadrados.